# USS DuPage (APA-41)
Pour les autres navires du même nom, voir Cavalier.
L’USS DuPage (AP-86/APA-41) est un navire de transport d'attaque (en) de classe Bayfield (en).

## Histoire
Le navire est commandé sous le nom d'USS Sea Hound (AP-86) puis renommé USS DuPage (APA-41) le 1er février 1943, d'après le comté de DuPage.
Le DuPage part pour San Diego, Californie, de Norfolk (Virginie) le 2 novembre 1943 pour servir de vaisseau amiral pour une division de transport pendant la formation. Il quitte San Diego le 13 janvier 1944 avec des soldats américains pour le débarquement de Kwajalein, où il reste du 31 janvier au 6 février. Il revient par Funafuti jusqu'à Guadalcanal, où il arrive le 18 février.
Le DuPage sert au redéploiement de troupes dans les îles Salomon et transporte des troupes pour le débarquement sur Emirau le 11 avril 1944 et le débarquement de soutien à Cap Gloucester, en Nouvelle-Bretagne, du 28 avril au 1er mai. Le 3 juin, il se met en route pour l'invasion de Guam, débarquant ses troupes du 21 au 26 juillet. Après avoir évacué des victimes à Eniwetok et des exercices au large d'Espiritu Santo, le DuPage retourne à Guadalcanal le 27 août pour se reconstruire, réviser les embarcations de débarquement et s'entraîner pour l'invasion des Palaos.
Le DuPage part de Guadalcanal le 8 septembre 1944 et débarque ses troupes dans l'assaut de Peleliu une semaine plus tard. Pendant 12 jours, il reste dans la région pour fournir un soutien logistique aux embarcations de débarquement et aux petits navires de patrouille. Trois de ses propres embarcations de débarquement sont perdues et un homme tué au cours des violents combats.
Arrivé à Hollandia, en Nouvelle-Guinée, le 30 septembre, le DuPage se préparer à l'invasion des Philippines. Il transporte des troupes de l'armée américaine pour les premiers débarquements à Leyte le 20 octobre et navigue immédiatement pour apporter des renforts de Hollandia pour les débarquements de soutien le 14 novembre.
Après la répétition du débarquement en Nouvelle-Guinée, le DuPage quitte Aitape le 28 décembre 1944 pour l'invasion du golfe de Lingayen, débarquant ses troupes sur les plages près de San Fabian le 9 janvier 1945 et embarquant des victimes depuis la plage.
Le lendemain soir, alors que le DuPage s'apprête à quitter la zone, des avions ennemis attaquent. Malgré de lourds tirs antiaériens, un kamikaze s'écrase dans le port, l'abîmant gravement et provoquant des incendies qui durent toute la nuit. 35 marins sont tués et 136 blessés ; cinq hommes tombés dans la mer sont récupérés par des destroyers d'escorte. Malgré ses dommages, le DuPage continue ses fonctions et arrive en toute sécurité à Leyte trois jours plus tard pour transférer ses victimes et subir des réparations d'urgence.
Après avoir débarqué des troupes à Zambales, le 29 janvier 1945, le DuPage quitte la baie de San Pedro le 11 février et embarque des Marines à Manus puis Pearl Harbor, arrive à San Francisco le 10 mars pour une révision et des réparations de dommages de combat. Il quitte Alameda le 14 mai pour embarquer des troupes à Seattle pour Pearl Harbor.
Il revient à Eniwetok pour des exercices amphibies, puis transporte des troupes et des cargaisons d'Ulithi à Okinawa, arrivant le 5 juillet. Trois jours plus tard, Il navigue avec des Marines américains préparés au combat pour Guam, puis continue vers Eniwetok et San Francisco où il arrive le 28 juillet. Après des modifications mineures, il est désigne navire amiral de la division des transports 63 et part le 12 août avec du personnel de l'armée de l'air américaine qu'il débarque dans la baise de San Pedro, à Leyte, le 5 septembre.
Le DuPage quitte le golfe de Lingayen le 1er octobre 1945 avec des troupes pour l'occupation du Japon, débarquant ses passagers à Nagoya le 26 octobre. Trois jours plus tard, il est affecté à l'opération Magic Carpet et effectue deux voyages entre Guam et la côte ouest pour renvoyer les anciens combattants jusqu'au 5 janvier 1946, lorsqu'il arrive à Portland (Oregon).
Deux semaines plus tard, il se met en route pour la côte est, arrivant à New York le 7 février. Le DuPage est mis hors service le 28 mars 1946 et transféré à la War Shipping Administration pour mise en disponibilité le 27 juin 1946.

## Distinctions
Le DuPage reçoit sept Battle stars.
Il devient navire de transport de marchandises, changeant de nom en changeant de compagnie de transport, jusqu'à sa vente pour mise au rebut, le 7 mai 1973, à Kaohsiung, Taïwan, dans le chantier Li Chong Steel & Iron Works, Ltd.